# 别尔迪·凯尔巴巴耶夫
别尔迪·穆拉多维奇·凯尔巴巴耶夫（1894年3月15日—1974年7月23日），苏联时期土库曼作家，20世纪土库曼斯坦文学的代表作家之一。